# Brumov-Bylnice
Brumov-Bylnice là một thị trấn thuộc huyện Zlín, vùng Zlínský, Cộng hòa Séc.